# Angustella nigricarina
Angustella nigricarina är en insektsart som beskrevs av Li 1986. Angustella nigricarina ingår i släktet Angustella och familjen dvärgstritar. Inga underarter finns listade i Catalogue of Life.